# アレッサンドロ・ヴァーリオ
- アレッサンドロ・バーリオ
- アレッサンドロ・バリオ

アレッサンドロ・ヴァーリオ（Alessandro Vaglio、1989年1月28日 - ）は、イタリア・ラツィオ州ヴィテルボ県モンテフィアスコーネ出身のプロ野球選手(二塁手)。現在は、イタリアンベースボールリーグのフォルティチュード・ボローニャに所属している。
「GLOBAL BASEBALL MATCH 2015 侍ジャパン 対 欧州代表」では、「アレッサンドロ・バリオ」と表記された。

## 経歴

### ラムズ時代
2004年にラムズ・ベースボール・クラブと契約を結んだ。
2008年に退団した。

### アレンツォ時代
2009年はBBC アレンツォと契約を結んだ。同年限りで、退団した。

### グロッセート時代
2010年はBbc グロッセートと契約を結びプロ入を果たした。この年は、35試合に出場し、打率204、0本塁打、9打点、21安打、2盗塁を記録した。
オフの10月に第17回IBAFインターコンチネンタルカップのイタリア代表に選出された。
2011年は42試合に出場し、打率247、0本塁打、15打点、44安打、2盗塁を記録した。
2012年は42試合に出場し、打率340、1本塁打、27打点、54安打、1盗塁を記録した。同年限りで、退団した。

### ボローニャ時代
2013年はフォルティチュード・ボローニャと契約を結んだ。
開幕前の3月に開催された第3回ワールド・ベースボール・クラシック(WBC)のイタリア代表に選出された。
シーズンでは36試合に出場し、打率410、4本塁打、42打点、59安打、3盗塁を記録した。この結果、MVPを獲得した。
2014年は20試合に出場し、打率257、0本塁打、14打点、18安打、0盗塁を記録した。
オフの9月1日には第33回ヨーロッパ野球選手権大会のイタリア代表に選出された。
2015年2月17日に同僚のフアン・カルロス・インファンテと共に「GLOBAL BASEBALL MATCH 2015 侍ジャパン 対 欧州代表」の欧州代表に選出された。
3月10日の第1戦、3月11日の第2戦に「2番 二塁手」で先発出場している。
オフの10月23日に第1回WBSCプレミア12のイタリア代表に選出された。
2017年開幕前の3月に第4回WBCのイタリア代表に選出された。オフの9月22日にオランダ代表との親善試合である「ヨーロピアン・ベースボール・シリーズ」のイタリア代表に選出された。

## 詳細情報

### 代表歴
- 2010 IBAFインターコンチネンタルカップ イタリア代表
- 2013 ワールド・ベースボール・クラシック・イタリア代表
- 2014年ヨーロッパ野球選手権大会イタリア代表
- 2015 WBSCプレミア12 イタリア代表
- 2017 ワールド・ベースボール・クラシック・イタリア代表